# Georg Häring

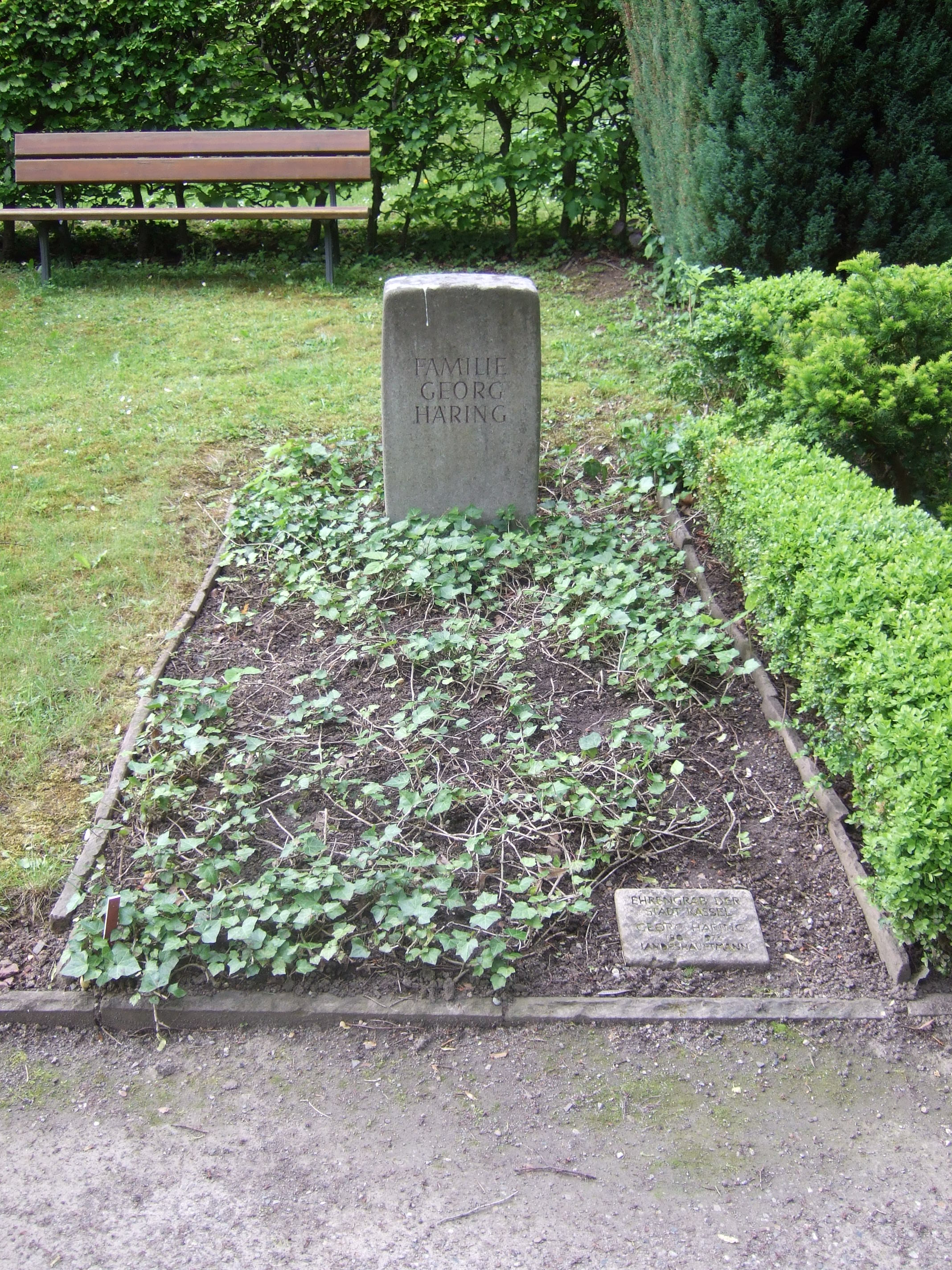
Grab von Georg Häring auf dem Friedhof Kassel-Wahlershausen

Georg Häring (* 5. März 1885 in Augsburg; † 24. August 1973 in Kassel) war ein deutscher Politiker (SPD).

## Leben
Nach dem Schulbesuch arbeitete Häring als Eisendreher und wurde 1903 Mitglied im Deutschen Metallarbeiter-Verband (DMV). Seit 1905 war er Mitglied der SPD. Von Oktober 1912 bis Oktober 1913 war Häring Arbeitersekretär in Schweinfurt, anschließend bis 1920 Lokalredakteur beim sozialdemokratischen Volksblatt in Kassel und von 1923 bis 1933 Landesrat für die soziale Fürsorge bei der Kasseler Provinzialverwaltung. Häring war von 1920 bis 1923 sowie seit 1945 Ratsmitglied der Stadt Kassel. Zudem war er von 1926 bis 1933 für Hessen-Nassau Mitglied des Preußischen Staatsrates.
Nach der Machtübernahme der Nationalsozialisten wurde Häring für zwei Wochen inhaftiert. Nach der deutschen Kapitulation wurde er am 1. November 1945 von der US-amerikanischen Militärregierung zum hessischen Staatsminister für Ernährung und Landwirtschaft ernannt und war somit Mitglied der von Ministerpräsident Karl Geiler geleiteten Landesregierung. Nach den ersten freien Landtagswahlen schied er am 6. Januar 1947 aus der Regierung aus. Im gleichen Jahr wurde er Landeshauptmann im Kasseler Bezirkskommunalverband.

## Ehrungen
- Großes Bundesverdienstkreuz, 1953
- Ehrenbürgerschaft der Stadt Kassel, 1960
- Karl-Schomburg-Medaille der Stadt Kassel
- Ehrensenator der Universität Marburg